# Topola biała

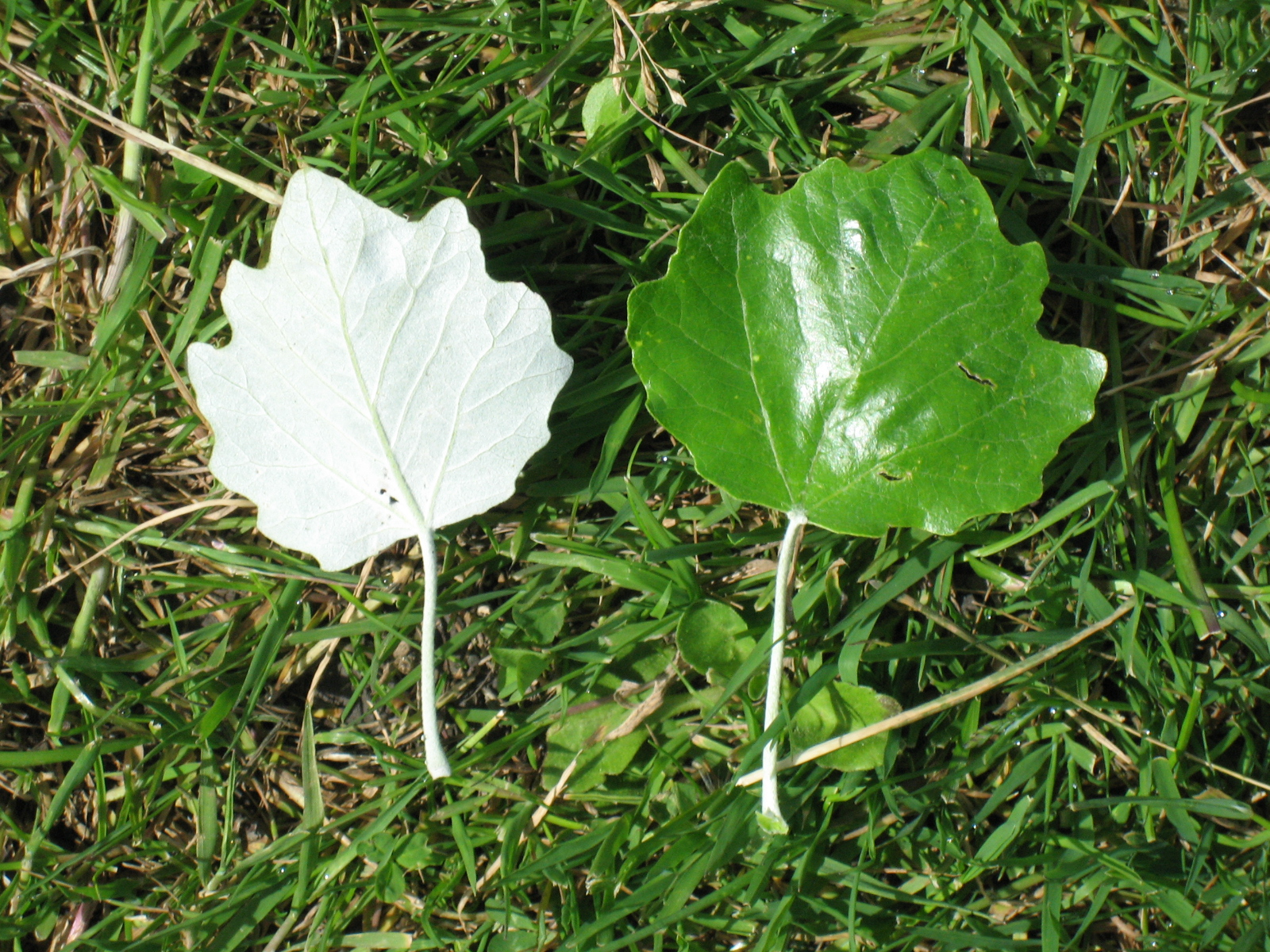
Liście topoli białej

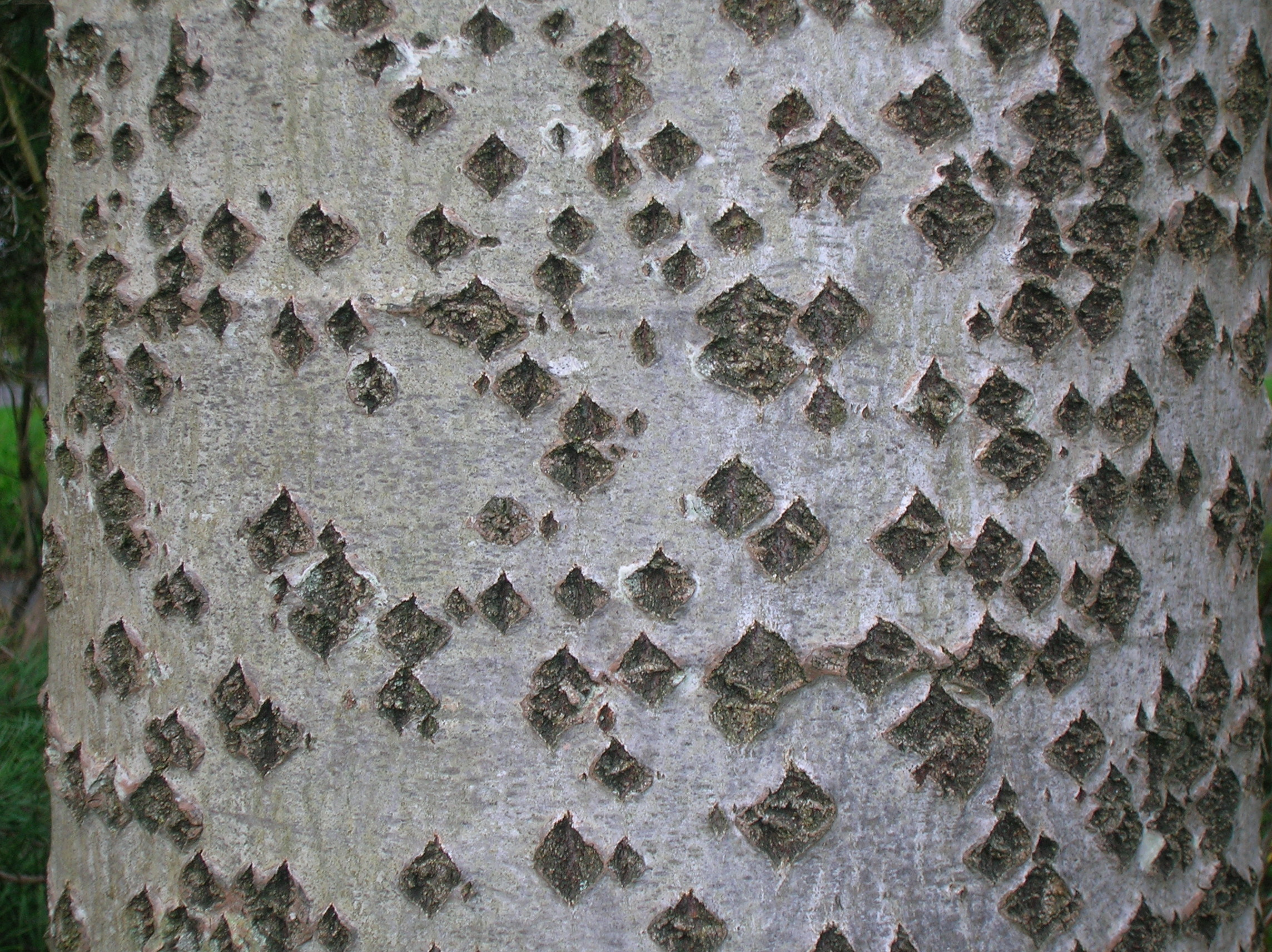
Charakterystyczne romboidalne przetchlinki na korze

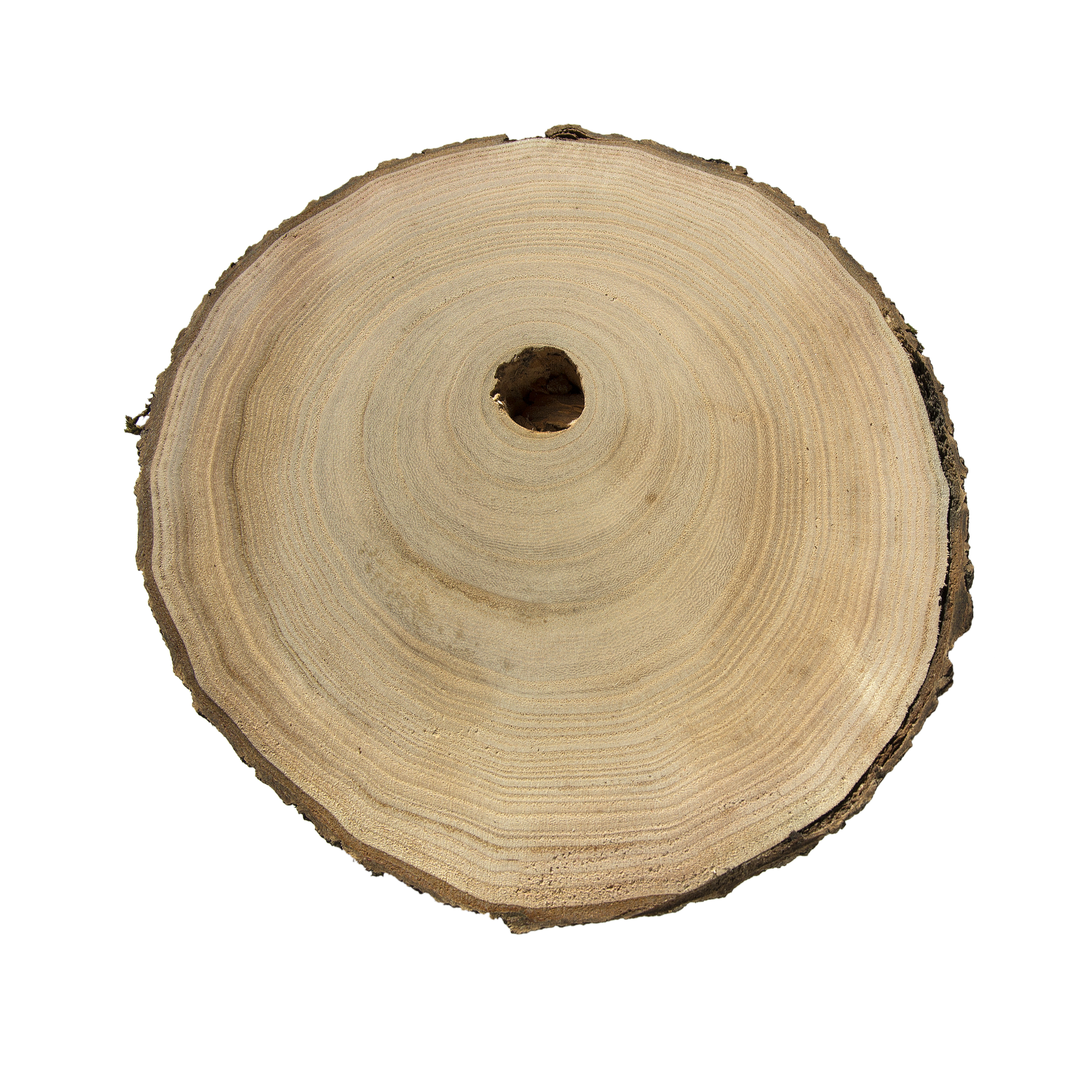
Przekrój poprzeczny pnia

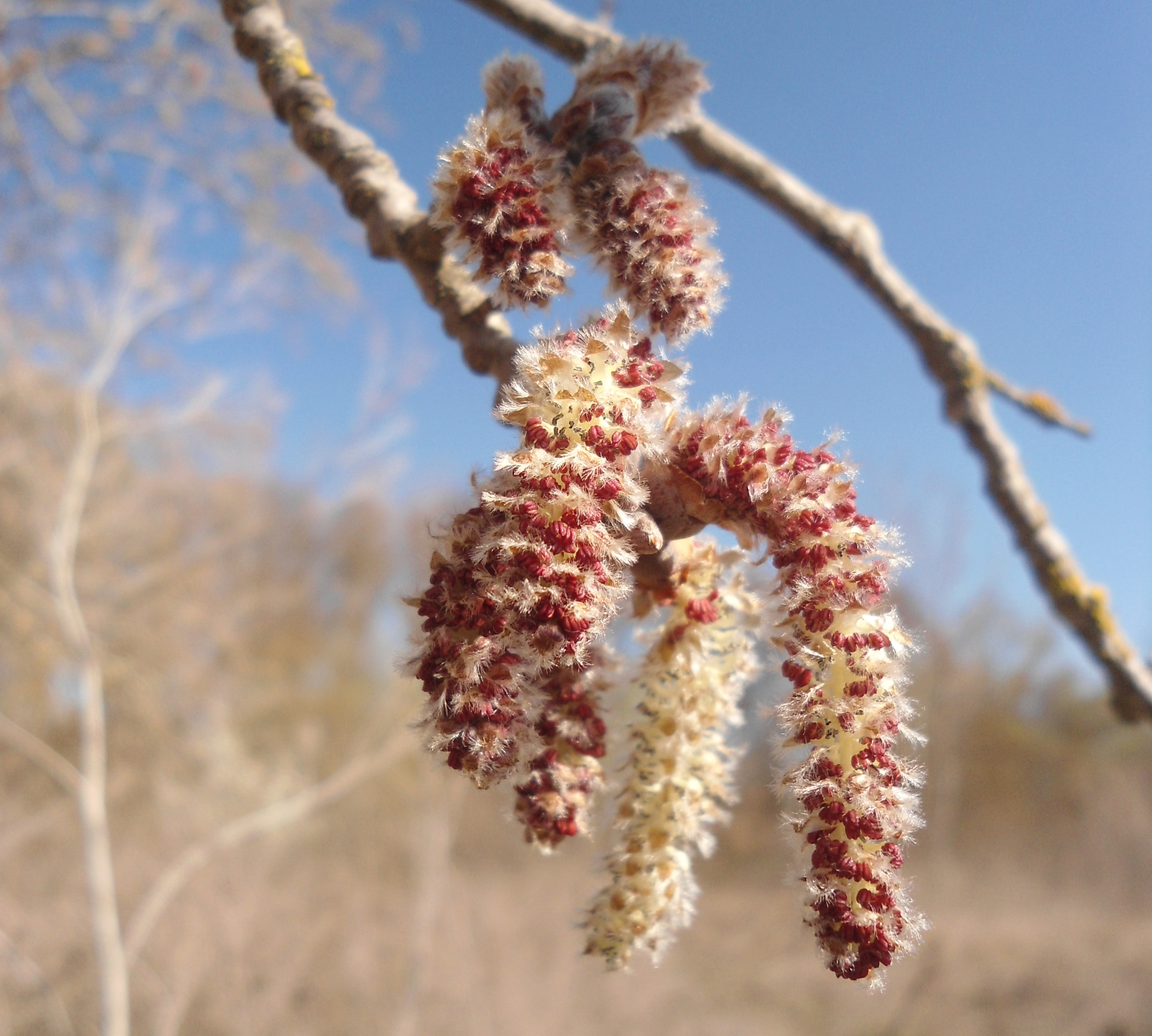
Kwiatostany męskie

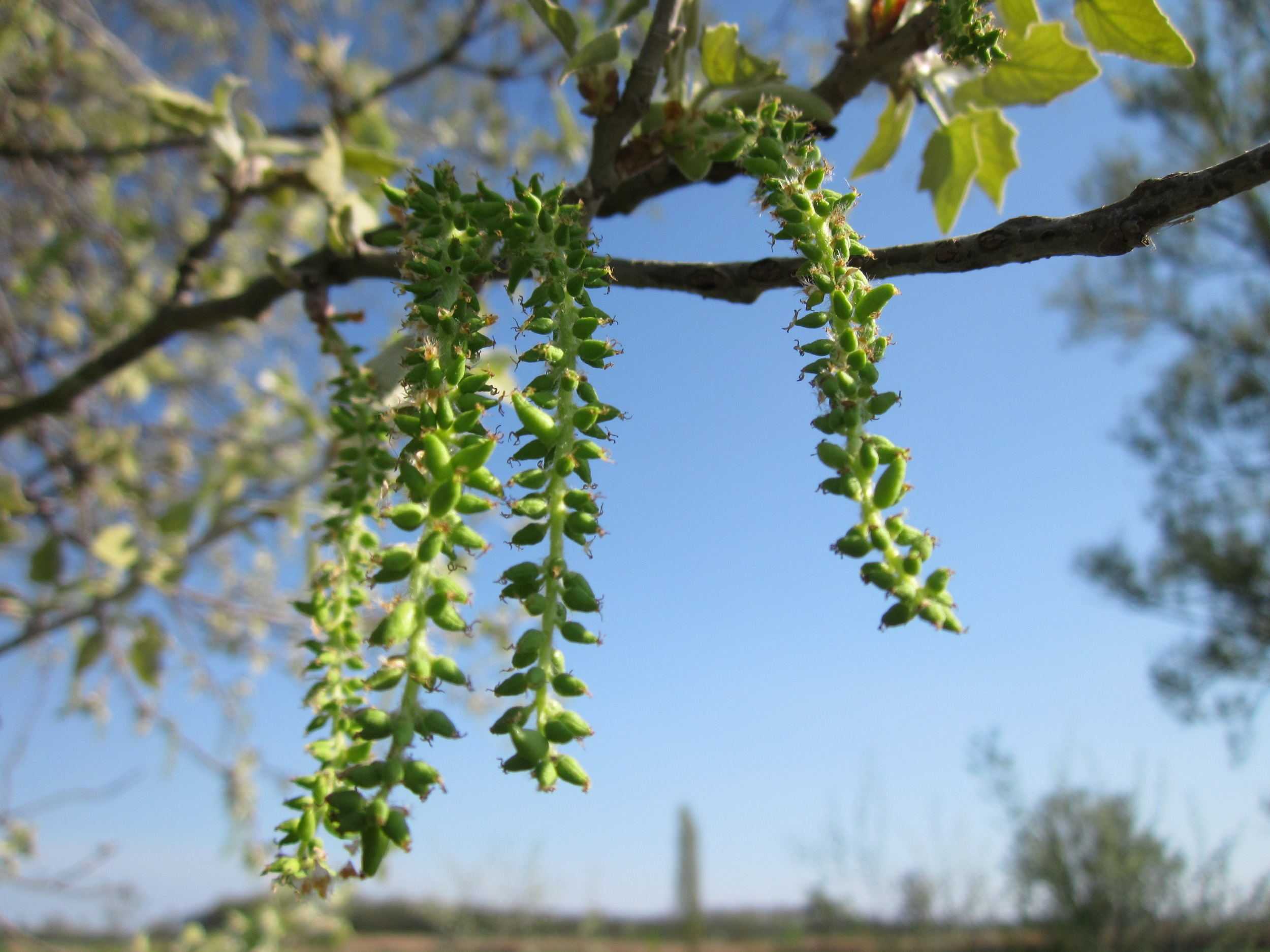
Kwiatostany żeńskie z dojrzewającymi owocami

Topola biała, białodrzew (Populus alba L.) – gatunek drzew z rodziny wierzbowatych (Salicaceae). Pochodzi z Europy, części Azji i Afryki Północnej. W Polsce gatunek rodzimy, częsty na niżu. Jest rośliną pionierską, wytwarzającą ogromne ilości pyłku i nasion. 

## Rozmieszczenie geograficzne
Rodzimym obszarem występowania tego gatunku topoli jest środkowa i południowa Europa (brak go w Skandynawii i Irlandii), znaczna część Azji oraz Afryka Północna (Algeria, Maroko, Tunezja, Wyspy Kanaryjskie). Rozprzestrzenił się także i aklimatyzował w Australii i Nowej Zelandii, w Afryce i na Azorach. W Europie Północnej sięga do 67° szerokości geograficznej północnej. W Polsce występuje dziko na całym niżu i w niższych położeniach górskich, poza tym jest sadzony.

## Morfologia
PokrójWyniosłe drzewo dorastające do różnej wysokości - 15-30 metrów, czasami nawet do 40 m. W Polsce są znane drzewa ponad 40-metrowe, a najwyższa odnotowana na świecie wysokość to 45 m. Korona drzewa zazwyczaj szeroka i kulista. Pokrój nigdy nie jest strzelisty. Najgrubszą i najstarszą topolą białą w Polsce był do 2012 roku okaz rosnący w pozostałościach parku na granicy m. Leszno i Grądy k. Warszawy (Topola Lesznowska), którego obwód mierzony w pierśnicy (na wys. 1,3 m) wynosił 10,8 m. Wskutek łatwego tworzenia odrośli korzeniowych topola biała występuje czasami również w postaci krzewiastej. Konary są stosunkowo podatne na złamania.
KoraNa pniu mocno spękana, szaro-biała, u starszych drzew czerniejąca od dołu. W wyższych częściach pnia kora srebrzystoszara z dużymi przetchlinkami, o charakterystycznym romboidalnym kształcie. Kora młodych gałęzi długo pozostaje gładka i kremowo-biała, u starszych widoczne wyraźne blizny.
PędyMłode pędy, oraz pąki obficie okryte białym kutnerem, który utrzymuje się podczas zimy. Pąki z wyraźnymi łuskami, suche.
LiścieUlistnienie skrętoległe. Liście 3–5 klapowe o długości 6–12 cm. Ogonek liściowy długi i bocznie spłaszczony. Duże liście na długopędach mają długi ogonek i są głęboko klapowane. Od góry ciemnozielone i błyszczące, od spodu pokryte kutnerem i wybitnie srebrzyste. Liście na krótkopędach mają brzegi faliste, są mniejsze, zaokrąglone, nie są klapowane. Boczne nerwy liści nie dochodzą do ząbków. Jesienią przebarwiają się na żółto lub brązowo.
KwiatyRoślina dwupienna. Kwiaty zebrane w kwiatostany zwane kotkami. Kotki podczas kwitnienia luźno zwisające, męskie – grube i czerwone, żeńskie – cienkie i żółtozielone. Kwiaty bez okwiatu. Mają nagie, ząbkowane i kosmato owłosione przysadki. W kwiatach męskich 4–12 pręcików, w żeńskich 1 słupek.
OwocTorebka, która pęka na dwie części. Nasiona bardzo drobne, z białymi włoskami.
KorzeńMa silnie rozwinięty, talerzowy system korzeniowy. Jest stosunkowo podatna na wykroty.

## Biologia i ekologia
RozwójMegafanerofit. Kwitnie od marca do kwietnia, jeszcze przed rozwojem liści. Żyje przeważnie do 200 lat, ale w sprzyjających warunkach mogą zdarzać się okazy ponad 300-letnie.
DrewnoO gęstości 430 kg/m³ (przy wilgotności 15%). Drewno bielaste i twardzielowe jest słabo zróżnicowane. To pierwsze jest wąskie i białe, drugie żółte do brązowej, często nieco czerwonawe. Słoje roczne są wyraźne i szerokie. Drewno suszy się dobrze, nieznacznie się paczy i kurczy, ale nie jest trwałe.
GenetykaLiczba chromosomów: 2n = 38.
SiedliskoZasiedla tereny nadrzeczne (często w postaci krzewiastej) i przydroża. Najczęściej spotykana w dolinach dużych rzek niżowych w nadrzecznych łęgach topolowych. Gatunek charakterystyczny dla zespołu Populetum albae. Znosi również stanowiska o niższym poziomie wód gruntowych. W warunkach Polski jest w pełni mrozoodporna.

## Zmienność
Jest gatunkiem dość zmiennym fenotypowo. Występuje w postaci drzew o różnym pokroju i korowinie na konarach w odcieniach od srebrzystobiałego do jasnokremowego. W czystej postaci liście długopędowe nigdy nie posiadają więcej niż 7 klap. 
Tworzy mieszańce z topolą osiką – topola szara, Populus alba × tremula (P. × canescens (Aiton) Sm.), która jest wysokim drzewem (osiąga wysokość do 35 m) występującym głównie nad dużymi rzekami, np. Wisłą, Odrą razem z topolą białą. Mieszaniec ten posiada cechy morfologiczne pośrednie między gatunkami rodzicielskimi. Liście krótkopędów jajowate lub okrągławe, długopędów jajowato-sercowate, nieregularnie piłkowane, na spodniej stronie pokryte szarym kutnerem.
Wybrane odmiany: 
- 'Nivea' - grupa form srebrzystych wyselekcjonowanych na potrzeby upraw ozdobnych. Cechuje się śnieżnobiałym,filcowatym kutnerem po spodniej stronie liści i na ogonkach. W Polsce spotykana bardzo rzadko.
- 'Bolleana' - tzw. topola turkiestańska. Męska odmiana kolumnowa. Spotyka się jeszcze czasem starsze drzewa. Obecnie nie jest już oferowana w szkółkach.
- 'Raket' – żeńska odmiana kolumnowa o strzelistej koronie i rozłożystych pędach[8].
- 'Richardii' – posiada jaskrawożółte liście z wierzchu i białe od spodu, dorasta do ok. 20 m wysokości[8].

## Zastosowanie
Roślina lecznicza

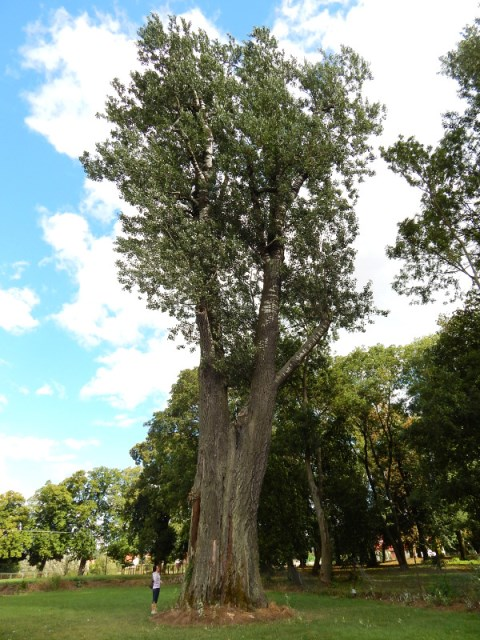
Topola biała z Królewa - najstarszy i najgrubszy obecnie polski białodrzew, pomnik przyrody

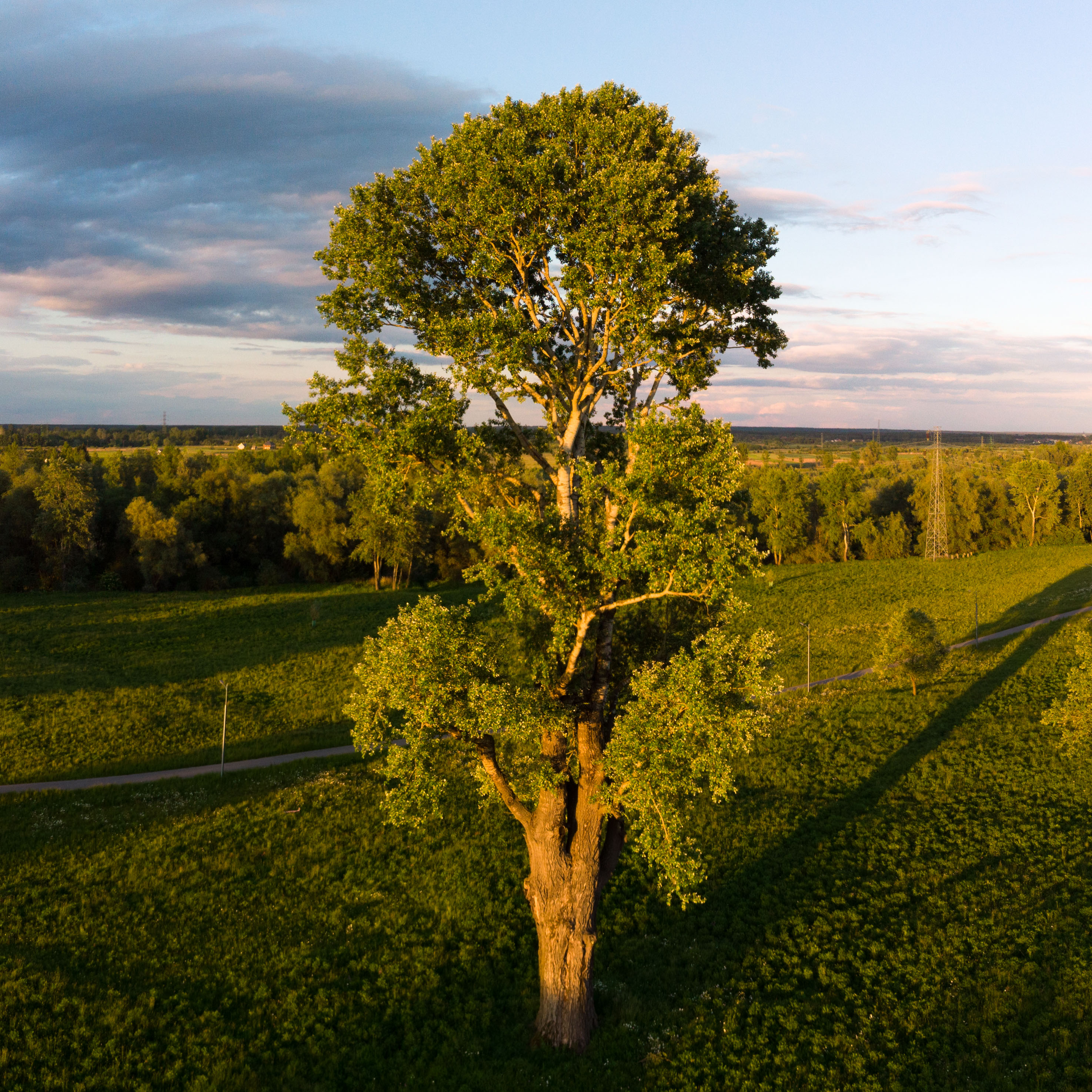
Topola Pławianka - najwyższa topola w Polsce o wysokości 41,5 m, pomnik przyrody

- Surowiec zielarski – zebrane wczesną wiosną pączki (Gemmae Populi). Zawierają glikozydy fenolowe (m.in. salicyna, populina), olejki eteryczne, garbniki, żywice, sole mineralne flawonoidy[16].
- Działanie: moczopędne, słabo napotne, przeciwgorączkowe. Obniża poziom mocznika i innych szkodliwych metabolitów w organizmie. Podobne działanie mają również pączki topoli czarnej, balsamicznej i osiki[16].
- Zbiór i suszenie: zbiera się wczesną wiosną pączki, które jeszcze są zamknięte w łuskach, suszy w temperaturze do 30 °C i przechowuje w szczelnym opakowaniu.

Roślina ozdobna
Często sadzona w parkach, przy czym częściej sadzone są okazy męskie, gdyż okazy żeńskie wytwarzając ogromne ilości puchatych nasion (jak pęczki waty) powodują uciążliwe zaśmiecanie terenu. Używana również do zadrzewiania nieużytków, pasów wiatrochronnych i osuszania terenu.
Inne zastosowania
Drewno jest stosowane jako materiał opałowy, mimo niskiej wartości energetycznej, w porównaniu z drewnem innych gatunków drzew. Używane jest także do produkcji niektórych przedmiotów, np. ołówków, rysownic, zapałek i do wytwarzania sklejki. Ponieważ ma wysoką zawartość celulozy, aż 40–50%, wytwarza się z niego papier. Drewno używane jest również w rzeźbiarstwie.

## Największe okazy w Polsce[17][10]

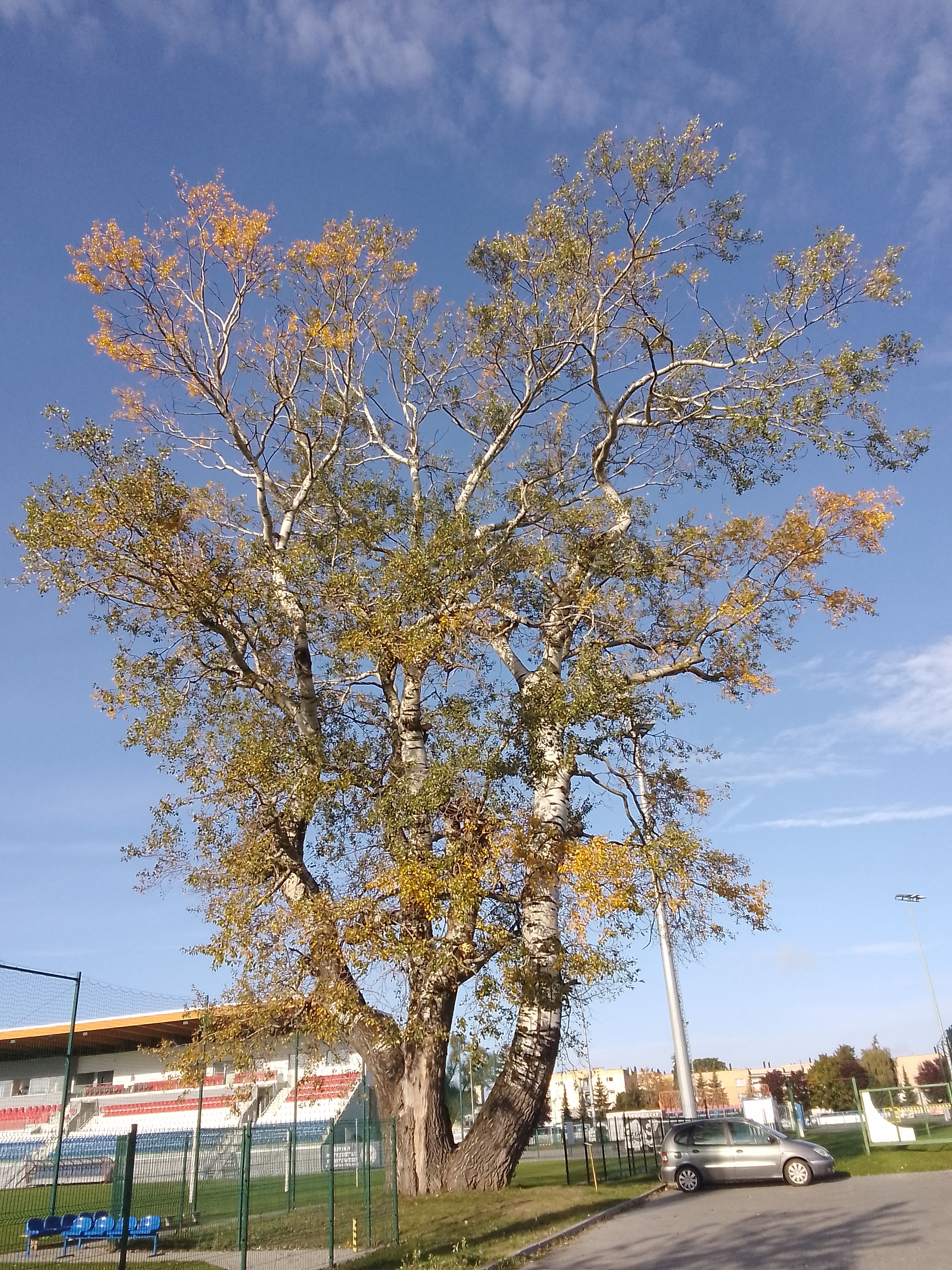
Topola Królowa Śniegu w Środzie Wielkopolskiej

- Topola Królewiecka – Królewo, rok pochodzenia: 1770-1790, obwód pierśnicowy: 920 cm, wysokość: 35 m
- Topola Maryna – Glinki, rok pochodzenia: 1840-1860, obwód pierśnicowy: 878 cm, wysokość: 38 m
- Topola Pławianka – Stalowa Wola, rok pochodzenia: 1840, obwód pierśnicowy: 748 cm, wysokość: 41,5 m
- Topola biała w Mińsku Mazowieckim – rok pochodzenia: 1793, obwód pierśnicowy: 740 cm, wysokość: 38 m (drzewo złamało się 23 kwietnia 2019 r.)
- Topola biała w Żywcu – rok pochodzenia: 1800-1830, obwód pierśnicowy: 660 cm, wysokość: 39 m
- Topola biała w Olewinie – rok pochodzenia: 1836, obwód pierśnicowy: 666 cm, wysokość: 34 m
- Topola biała w Michalu – rok pochodzenia: 1836, obwód pierśnicowy: 768 cm, wysokość: 27 m

## Udział w kulturze
- Według znawców roślin biblijnych topola biała jest wymieniona w Biblii w 4 miejscach: Księga Rodzaju (30,37), Księga Izajasza (65,3), Księga Ozeasza (4,13; 14,5)[18].
- Mityczny Herkules po ukąszeniu przez jadowitego węża wyleczył się odtrutką sporządzoną z liści topoli białej[18].
- W mitologii greckiej córki Heliosa (Heliady), pogrążone w żałobie po śmierci swojego młodego brata Faetona zostały zamienione w topole, a ich łzy w bursztyn[18].
- Słynnym przykładem wykorzystania drewna topoli białej w rzeźbiarstwie jest drewniana rzeźba Marii Magdaleny autorstwa włoskiego rzeźbiarza renesansowego Donatello, powstała w latach 1453–1455. Obecnie znajduje się w Museo dell'Opera del Duomo we Florencji.